# Ludger van Gisteren
Ludger van Gisteren (* 1957) ist ein deutscher Psychologe und Hochschullehrer.

## Werdegang
Van Gisteren studierte an der Johann Wolfgang Goethe-Universität Frankfurt am Main Soziologie, Psychologie
und Humanmedizin. Nach seinem Abschluss in Psychologie arbeitete er von 1983 bis 1990 als wissenschaftlicher Mitarbeiter an der Johann Wolfgang Goethe-Universität. Im Anschluss 1991 bis 2005 war er Lehrbeauftragter am Fachbereich Gesellschaftswissenschaften der Universität. Neben dieser beruflichen Tätigkeit machte er von 1990 bis 1996 eine Ausbildung zum Psychoanalytiker am Sigmund-Freud-Institut in Frankfurt am Main. Weiterhin war er ambulant psychotherapeutisch und psychoanalytisch tätig.
Im Jahr 2002 arbeitete Ludger van Gisteren als Privatdozent für Psychologie am Fachbereich Psychologie der Universität Bremen. 2005 ging er nach Hannover, wo er zunächst Dozent am Fachbereich Erziehungswissenschaften der Philosophischen Fakultät der Gottfried Wilhelm Leibniz Universität Hannover war. Im Anschluss, zwischen 2005 und 2008 arbeitete er als Professor für Kinder- und Jugendlichenpsychotherapie und wissenschaftlicher Leiter am Winnicott-Institut.
Nach weiteren Stationen war Gisteren 2010 bis 2012 Professor für Klinische Psychologie und Psychotherapiewissenschaft an der Sigmund Freud Privatuniversität Wien, wo er zwischen 2011 und 2012 auch gleichzeitig Vizerektor Forschung war. Seit 2012 vertrat er die Professur für Psychologie mit dem Schwerpunkt Entwicklungspsychologie an der Universität Passau. An der am 28. Oktober 2014 gegründeten Medizinischen Hochschule Brandenburg war er der Leiter des ebenfalls neu gegründeten Departments Psychologie.

## Abschlüsse
- 1991 Promotion zum Dr. phil., Johann Wolfgang Goethe-Universität Frankfurt am Main
- 1996 Abschluss als Psychoanalytiker, Sigmund-Freud-Institut
- 1999 Approbation als Psychologischer Psychotherapeut
- 2002 Habilitation zum Dr. phil. habil., Universität Bremen

## Schriften (Auswahl)
- Körper, Szene und Erleben: ein Beitrag zur Rekonstruktion der Freudschen Metapsychologie im Rahmen einer Theorie der symbolischen Verhaltensorganisation des Menschen, Dissertation (Mikrofiches), 1991
- Jugendlicher Rechtsextremismus: eine Folge der Unfähigkeit zu trauern?, in: psychosozial 64 (1996), 103-108.
- als Hrsg. mit Elisabeth Rohr: Geschlechterbegegnungen: viele Orte--wenig Raum, Stroemfeld, 1995, ISBN 978-3-86109-106-6
- als Hrsg.: Adoleszenz und Rechtsextremismus, Psychosozial-Verlag, 1996, ISBN 978-3-930096-62-6
- Die Auschwitzlüge. Die Sozio- und Psychodynamik der Auschwitzleugnung in der Bundesrepublik, in Krieg, Nationalismus, Rassismus und die Medien, S. 109–121, LIT, Münster, 1998, ISBN 978-3-8258-3592-7
- Kultur(theorien, -kritik), in Handbuch psychoanalytischer Grundbegriffe, Kohlhammer, Stuttgart 2000, ISBN 978-3-17-014994-6
- mit Gottfried Fischer, Christiane Eichenberg: Warum eine eigenständige Psychotherapiewissenschaft dringend gebraucht wird, Asanger, R, 2009, ISBN 978-3-89334-537-3